# La Mutante 3
Série
La Mutante 2
(1998) La Mutante 4
(2007)
Pour plus de détails, voir Fiche technique et Distribution.
La Mutante 3 ou Espèces III au Québec (Species III) est un téléfilm américain réalisé par Brad Turner et diffusé en 2004. Il est diffusé diffusé pour la première fois sur Syfy aux États-Unis mais sort directement en vidéo dans le reste du monde. Il fait suite à La Mutante (1995) et La Mutante 2 (1998). C'est une suite directe du 2e opus. Un quatrième film sortira en 2007 sans aucun lien avec les précédents.
Une seule actrice des précédents volets est ici présente, Natasha Henstridge, mais n'apparaît que brièvement.

## Synopsis
Quelques heures après les événements liés à l'astronaute Patrick Ross et ses enfants hybrides, le corps apparemment sans vie d'Eve — clone docile de Sil — est transporté dans une ambulance. Les ambulanciers se perdent en chemin. Le copilote tente alors d'appeler ses supérieurs par radio mais le chauffeur, le Dr Bruce Abbot, s'arrête et le tient sous la menace d'une arme. Ils sont pris en embuscade par Portus, la progéniture de Patrick Ross, qui tue le copilote avec sa langue. Abbot découvre Portus et Eve à l'arrière de l'ambulance. Portus étrangle Eve à mort alors qu'elle donne naissance à un nouveau-né extraterrestre, avec lequel Abbot s'enfuit. Peu après, l'agent gouvernemental Wasach ordonne une autopsie du corps d'Eve et découvre sa grossesse. Il ordonne que son corps soit ensuite brûlé, pour éliminer toute preuve.
Abbot retourne ensuite à ses habitudes d'enseignant en biochimie dans une université. Lors d'un cours, il affirme notamment à ses élèves sa conviction selon laquelle il est mal de décider si une espèce doit vivre ou mourir. De retour chez lui, il remarque que l'enfant d'Eve a vite grandi. Il s'agit d'une fille qu'il nomme Sara. Une nuit, à son bureau, Abbot reçoit la visite de Portus, qui a considérablement vieilli et est gravement malade. Pendant qu'Abbot essaie de le soigner, Portus lui demande où est l'enfant d'Eve. Il révèle au professeur qu'il existe d'autres hybrides, souffrant d'une maladie similaire. Il meurt ensuite horriblement alors qu'il était assis sur la chaise. Choqué par ces événements, Abbot approche Dean, l'un de ses étudiants, dont le financement d'un projet de centrale électrique expérimentale est menacé. Il lui demande de l'aide pour perfectionner l'ADN extraterrestre afin de sauver l'espèce. En retour, Abbot promet à Dean une part de tout financement ou récompense reçu par son travail.
En l'absence d'Abbot, Sara se nymphose dans un cocon et en sort dans un corps adulte. C'est alors que le supérieur d'Abbot, le Dr Nicholas Turner, arrive à la maison à la recherche d'Abbot. Il y rencontre Sara, qui tente d'abord de le séduire mais le rejette ensuite. Il tente de la violer et Sara le tue. Sara part chercher un compagnon pour se reproduire. Abbot rentre chez lui, voit des preuves de la transformation de Sara et se débarrasse du corps de Turner. Sara finit par se connecter avec un autre hybride extraterrestre, mais découvre sa maladie et lui casse une dent. Alors qu'Abbot et Dean poursuivent leurs expériences sur Sara, Dean commence à nouer des liens avec elle. Abbot informe Dean de l'existence du "Projet Athena" du gouvernement, qui a créé Sil et Eve. Il lui parle de l'héritage de Sara en tant qu'enfant de Patrick Ross infecté par l'ADN extraterrestre venu de Mars. L'hybride que Sara a rejeté fait irruption dans le laboratoire, blesse mortellement Abbot et tente d'imprégner Sara. Il est cependant tué par le gaz chlorhydrique qu'Abbot pulvérise sur le laboratoire. Resté seul, Dean se demande s'il doit poursuivre le travail d'Abbot. Sara le presse de sauver son espèce.
Hastings, la colocataire de Dean à l'université, découvre un site web publié par une femme nommée Amelia, qui veut sortir avec des biochimistes. Après avoir fouillé les notes de Dean, il les transmet à Amelia, qui accepte de le rencontrer. En route, Amelia — qui est une autre hybride — a des relations sexuelles et assassine un pompiste qui tente de la violer. Sur le campus, elle sent Sara et kidnappe Hastings, l'emmenant au domicile d'Abbot. Amelia et Sara forcent Hastings à perfectionner l'ADN extraterrestre en utilisant la biologie plus pure de Sara pour sauver les hybrides et créer pour eux des partenaires d'accouplement parfaits. L'agent Wasach, dont l'équipe a également surveillé le site web d'Amelia et découvert son lien avec le projet Athena, récupère Dean et l'aide à sauver Hastings.
Dean, Hastings et Wasach fuient vers la centrale électrique expérimentale de Dean, poursuivis par Sara et Amelia. Tout en essayant de garder les œufs récoltés de Sara loin d'eux, ils décident d'essayer de piéger Amelia et Sara au cœur de la plante, mais cette tactique risque de provoquer une fusion catastrophique. Dean laisse tomber les œufs dans le noyau, ce qui incite Amelia à tenter de le tuer, mais Sara l'attaque et la jette également dans le noyau. Dean, Hastings et Wasach parviennent à fermer le noyau à temps pour éviter une fusion.
Plus tard, Hastings rend visite à Dean chez Abbot. Il y découvre Sara et un garçon extraterrestre hybride. Dean révèle qu'il a réussi à mettre Sara en sécurité avant de sceller le noyau de la plante, puis a amélioré l'ADN extraterrestre pour lui créer un compagnon afin qu'elle ne soit pas seule. Une fois que le garçon a grandi, Dean dit à Sara qu'elle est désormais seule et qu'elle doit faire attention, mais avant que Sara et son compagnon ne partent, Dean demande à Sara pourquoi elle l'a sauvé d'Amelia alors qu'il n'y avait aucune raison de le faire. Elle ne répond pas. Alors que Sara et l'hybride s'éloignent, Dean rassure Hastings en lui révélant qu'il s'est assuré que le compagnon de Sara serait stérile, les empêchant de se reproduire.

## Fiche technique
Sauf indication contraire, les informations mentionnées dans cette section peuvent être confirmées par la base de données cinématographiques IMDb,  présente dans la section « Liens externes ».
- Titre original : Species III
- Titre français : La Mutante 3
- Titre québécois : Espèces III
- Réalisation : Brad Turner
- Scénario : Ben Ripley, d'après les personnages créés par Dennis Feldman
- Musique : Elia Cmíral
- Décors : Cameron Birnie et Halina Siwolop
- Photographie : Christian Sebaldt
- Montage : James Coblentz
- Production : David Dwiggins

Producteur délégué : Frank Mancuso Jr.
- Sociétés de production[3] : FGM Entertainment et Metro-Goldwyn-Mayer
- Sociétés de distribution[3] : MGM Home Entertainment (États-Unis, DVD) et (France, DVD)
- Budget : N/A
- Pays de production :  États-Unis
- Langue originale : anglais
- Format[4] : couleur - 1,78:1 (Widescreen) - son Dolby Digital
- Genre : science-fiction, horreur, thriller
- Durée : 111 minutes
- Dates de sortie[5] :
  - États-Unis : 27 novembre 2004 (1re diffusion sur Syfy[6])
  - États-Unis : 7 décembre 2004 (DVD)
  - France : 27 janvier 2005 (Festival international du film fantastique de Gérardmer), 4 mai 2005 (DVD)
- Classification[7] :
  - États-Unis : R – Restricted (Les enfants de moins de 17 ans doivent être accompagnés d'un adulte).
  - France : Interdit aux moins de 12 ans

## Distribution
- Robin Dunne : Dean
- Robert Knepper : Dr Abbot
- Sunny Mabrey : Sara
- Amelia Cooke (en) : Amelia
- John Paul Pitoc (en) : Hastings
- Michael Warren (VF : Pascal Renwick) : l'agent Wasach
- Christopher Neame : Dr Nicholas Turner
- Patricia Bethune : Colleen
- Joel Stoffer (en) : Portus
- James Leo Ryan (en) : Yosef
- Savanna Fields : Sara, sous sa forme plus jeune
- Natasha Henstridge : Eve (caméo)

## Production
Le tournage a lieu en Californie (Los Angeles, Fillmore, Monrovia, Redondo Beach).

## Accueil critique
Aux États-Unis, le film a reçu un accueil critique défavorable. Sur l'agrégateur américain Rotten Tomatoes, il récolte 33 % d'opinions favorables avec une moyenne de 4,67⁄10 sur la base de 2 critiques positives et 4 négatives.

## Distinctions
Entre 2005, La Mutante 3 est sélectionné 6 fois dans diverses catégories et a remporté 2 récompenses.

### Récompenses
- DVD Exclusive Awards 2005 :
  - DVDX Award de la meilleure photographie (dans un film en première DVD) décerné à Christian Sebaldt
  - DVDX Award de la meilleure actrice dans un second rôle (dans un film DVD Premiere) décerné à Natasha Henstridge

### Nominations
- DVD Exclusive Awards 2005 :
  - Meilleur premier film DVD d'action en direct pour David Dwiggins et la Metro-Goldwyn-Mayer (MGM)
  - Meilleure actrice (dans un film de première DVD) pour Amelia Cooke
  - Meilleurs effets visuels (dans un film DVD Premiere) pour Dennis Berardi et la Metro-Goldwyn-Mayer (MGM)
- Fangoria Chainsaw Awards 2005 : meilleur maquillage / créature FX pour Rob Hinderstein et Joel Harlow